# Wittibreut
Wittibreut là một đô thị ở huyện Rottal-Inn bang Bayern, Đức.